# هارون روبنسون
هارون روبنسون (بالإنجليزية: Aaron Robinson) هو لاعب كرة قاعدة أمريكي، ولد في 23 يونيو 1915 في لانكستر في الولايات المتحدة، وتوفي بنفس المكان في 9 مارس 1966 بسبب سرطان الخصية.

## وصلات خارجية
- هارون روبنسون على موقعبيزبول رفرنس.كوم (الدوري الرئيسي) (الإنجليزية)
- هارون روبنسون على موقع جمعية أبحاث البيسبول الأمريكية (الإنجليزية)